# Trent-affæren
Trent-affæren, som også kaledes Mason-og-Slidell-affæren, var en hændelse, som fandt sted i november 1861, og som nær havde ført til at Storbritannien var trådt ind i den Amerikanske borgerkrig på Sydstaternes side.
Situationen mellem Storbritannien og USA var spændt i 1861. I England blev der udrustet skibe for Sydstaterne, da Storbritannien håbede på en opdeling af magten i Nordamerika i kølvandet på Sydstaternes udtræden af Unionen.
I denne situation stoppede det amerikanske krigsskib USS San Jacinto under kommando af admiral Charles Wilkes den 8. november 1861 det ubevæbnede britiske postskib Trent. Skibet var undervejs fra Havanna på Cuba til Sankt Thomas på De dansk-vestindiske øer. Om bord var Sydstaternes ambassadører i London og Paris James Murray Mason og John Slidell. Admiral Wilkes havde fra sine spioner fået at vide, at de to udsendinge fra Sydstaterne var om bord på dette skib, som han lod arrestere og og føre til Fort Monroe om bord på USS San Jacinto. Det britiske postskib fik lov til at fortsætte sin rejse.
Opbringelsen af den britiske postdamper i neutralt farvand førte i november/december 1861 til en yderligere skærpelse af forholdet mellem USA og Storbritannien. Den 30. november 1861 meddelte det britiske udenrigsministerium den amerikanske regering, at man anså denne hændelse for at være en grov overtrædelse af principperne i folkeretten og krævede, at de fængslede diplomater blev frigivet. Storbritannien fik støtte fra regeringerne i Wien, Paris, Berlin og Sankt Petersborg. Situationen blev yderligere skærpet i de følgende dage. Storbritannien truede med afbrydelse af de diplomatiske forbindelser og indtræden i krigen. Briterne forstærkede deres tropper i Canada. Den senere feltmarskal Garnet Joseph Wolseley blev sendt til Canada for at gøre forberedelser til en mulig indtræden i krigen på Sydstaternes side. Den 1. december indførte London en handelsboykot mod USA.
Den 25. december gav den amerikanske regering efter for det britiske pres og beordrede under henvisning til tvingende folkeretlige grunde frigivelse af "sydstatsagenterne". Nytårsdag 1862 blev Mason og Slidell frigivet, og affæren afsluttet.